# Felo
Felo是一款由日本公司Felo Inc.開發的由AI聊天機器人和驅動的對話式搜尋引擎，通過自然語言預測文本來回答問題，於2024年發布。

## 運作
Felo AI 採用免費增值模式運作；免費版本使用該公司獨立的大型語言模型（LLM）和自然語言處理（NLP）功能，而付費版本 Felo Pro 則可訪問 GPT-4o、OpenAI O1、Claude 3.5 和 Llama 3.1。此外，Felo能將搜尋結果轉換為結構化的心智圖。

## 外部連結
- 官方網站 （页面存档备份，存于）